# 纳捷日达角
纳捷日达角（俄语：Мыс Надежды）或千绪埼（日语：／）是俄罗斯萨哈林州中南部西海岸的海角。与岛ケ埼相邻。當地為大陆性气候。平均气温为-1℃，最热的月份是8月，均温度为14℃，最冷的月份是1月，均温度为-18℃。